# Stéphane Adam
Stéphane Adam (Lilla, 14 maggio 1969) è un ex calciatore francese, di ruolo attaccante.

## Carriera
Vanta 40 presenze nella Ligue 2, una ventina nella SPL, una presenza in Coppa UEFA e una in Coppa Intertoto col Metz, oltre a due sfide di Coppa delle Coppe UEFA con la divisa dell'Hearts.

## Palmarès

### Club

#### Competizioni nazionali
- Coppa di Lega francese: 1

Metz: 1995-1996